# Бота (фільм)
«Бота» — албанський драматичний фільм, знятий Айріс Елезі і Томасом Логореці. Світова прем'єра стрічки відбулась 5 липня 2014 року в головному конкурсі на міжнародному кінофестивалі в Карлових Варах. Фільм був висунутий Албанією на премію «Оскар-2016» у номінації «найкращий фільм іноземною мовою».

## У ролях
- Флоня Коделі — Джулі
- Артур Горішті — Бені
- Фіоральба Криімаді — Нора
- Тінка Курті — Ное
- Лука Ліонелло — Філіпо
- Албан Укай — Мілі

## Визнання
| Нагороди та номінації фільму «Бота» | Нагороди та номінації фільму «Бота»        | Нагороди та номінації фільму «Бота»    | Нагороди та номінації фільму «Бота» | Нагороди та номінації фільму «Бота» | Нагороди та номінації фільму «Бота» |
| Рік                                 | Нагорода                                   | Категорія                              | Номінант                            | Результат                           |                                     |
| ----------------------------------- | ------------------------------------------ | -------------------------------------- | ----------------------------------- | ----------------------------------- | ----------------------------------- |
| 2014                                | Міжнародний кінофестиваль в Карлових Варах | Нагорода FEDEORA                       | «Бота»                              | Перемога                            |                                     |
| 2014                                | Міжнародний кінофестиваль в Карлових Варах | Нагорода East of West                  | «Бота»                              | Номінація                           |                                     |
| 2015                                | Міжнародний кінофестиваль в Сан-Франциско  | «Золоті ворота» за найкращого режисера | Айріс Елезі, Томас Логореці         | Номінація                           |                                     |